# ニクソン (時計メーカー)
ニクソン (Nixon Inc.) はアメリカのカリフォルニア州エンシニータスにある腕時計メーカー。
サーフ、スケート、スノーの3Sスポーツをする人達のために Andy Latts と Chad Dinenna が1998年秋に10ヶ国以上のボードショップで販売をスタートした。
常にスタイルを持った生活を目指してほしいというコンセプトのもとで時計が作られており、従来のスポーツ系の時計とは一線を画し、ゴム製のバンドのものよりもメタル製のものが多く、デジタルではなく針の時計が多いのが特徴。スポーツに対してだけではなくフォーマルな物、レディースも作られている。
2008年8～10月にかけて、ロゴ字体の変更が行われている。

## ニクソンのアイコン
アイコンには3つの意味がある。下記の通り。
Flame
炎。Eternal Flame（永遠に燃え続ける炎）とも言われるほど、時との密接な関係にある。
Hour Glass
砂時計。上から下へ流れ、そして時間と共に底の部分へたまってゆく砂時計。
Wing
羽根。Wing of Time（時間に羽根が生え、まるで飛ぶように過ぎていく）と言われている。